# آنجل سه‌خط
آنجل سه‌خط Pterophyllum scalare که معمولاً از آن با نام فرشته ماهی سه‌خط، ماهی گل مینا یا گل شیرین آب شیرین یاد می‌شود، رایج‌ترین گونه Pterophyllum است که در اسارت نگهداری می‌شود. بومی حوضه آمازون در پرو، کلمبیا و برزیل است.
رژیم غذایی Pterophyllum scalare شامل طیف وسیعی از مواد غذایی است. آنها از ماهیان، میگوها و کرمهای خردسال تغذیه می‌کنند. آنها از انواع مختلف کرمها مانند کرمهای Tubifex، کرمهای ورمی کمپوست و کرمهای خون تغذیه می‌کنند، رژیم غذایی tubifex دارای پروتئین و مواد مغذی زیادی برای ماهی فرشته است که منجر به رشد قابل توجه و رژیم غذایی زنده می‌شود و عملکرد باروری بهتری را ارائه می‌دهد. علاوه بر این، لاروهای پشه نیز یک غذای زنده بسیار مغذی است.
اولین بار توسط Hinrich Lichtenstein در ۱۸۲۳، اولین واردات به اروپا (آلمان) توسط C.Ziggelkow، هامبورگ در سال ۱۹۰۹ توصیف شد.